# Ábrahámpikfalva
Ábrahámpikfalva (szlovákul Abrahámovce, németül Abrahamsdorf) község Szlovákiában, az Eperjesi kerület Késmárki járásában.

## Fekvése
Késmárktól 12 km-re délre található.

## Története

### Ábrahámfalva
Ábrahámfalvát 1286-ban „Abraham” néven említik először. 1323-ban „villa Abrahe”, 1367-ben „Abraamfalua” alakban tűnik fel. A X. szepesi kopjáskerület része volt. 1787-ben 36 házában 206 lakos élt.
A 18. század végén Vályi András így ír róla: „ÁBRAHÁMFALVA. Ábrahámszdorf, Ábrahámovtze. Igen régi helység Szepes Vármegyében, birtokosa Doleviczényi Uraság, lakosai katolikusok, 9 határbéli földgye jó gabonát termő, réttye, legelője elég, és fája is, melly jó tulajdonságaihoz képest első Osztálybéli.”
1828-ban 34 háza és 248 lakosa volt. Lakói mezőgazdasággal, fuvarozással, kosárfonással foglalkoztak.
Fényes Elek 1851-ben kiadott geográfiai szótárában így ír a faluról: „Abrahámfalva, régi tót falu, Szepes vármegyében, ut. p. Horkához északra 1/2 órányira: 247 kath. lak. Termékeny határ. F. u. Detrich, Záborszky, s m.”
1895-ben egyesítették Pikfalvával.

### Pikfalva
Pikfalvát 1286-ban „Pynk” alakban említik először. 1349-ben „Pikfalva” néven szerepel. A X. szepesi kopjáskerület része volt. 1787-ben 13 házában 77 lakos élt.
A 18. század végén Vályi András így ír róla: „PIKÓCZ, vagy Pikfalva. Tót falu Szepes Vármegyében, földes Ura Doloviczényi Uraság, lakosai katolikusok, ’s másfélék is, fekszik Ábrahámfalvához nem meszsze, mellynek filiája, határjának nagyobb része sovány, fája sints elég, de más javai lévén, második osztálybéli.”
1828-ban 11 háza és 90 lakosa volt.
Fényes Elek 1851-ben kiadott geográfiai szótárában így ír a faluról: „Pikócz, tót falu, Szepes vmegyében, Ábrahámfalva fil., 90 kath. lak. F. u. többen. Ut. p. Lőcse.”
1895-ben egyesítették Ábrahámfalvával.

### Ábrahámpikfalva
1920 előtt Szepes vármegye Lőcsei járásához tartozott.

## Népessége
| Év:            | 1994. | 2004.   | 2014.    | 2024. |
| -------------- | ----- | ------- | -------- | ----- |
| Emberek száma: | 212   | 227     | 263      | 263   |
| Eltérés:       |       | +7,07 % | +15,85 % | +0 %  |

| Év:            | 2023. | 2024. |
| -------------- | ----- | ----- |
| Emberek száma: | 263   | 263   |
| Eltérés:       |       | +0 %  |

1910-ben 218, túlnyomórészt szlovák lakosa volt.
1991-ben 196 lakosa volt.
2011-ben 259 lakosából 249 szlovák.

## Nevezetességei
Szent Simon és Júdás apostolok tiszteletére szentelt római katolikus temploma a 14. század első felében épült, később többször átépítették. Főoltára a 15. századból való.